# Colman Pearce
Pour les articles homonymes, voir Pearce.
Colman Pearce (né le 22 septembre 1938 à Dublin) est un compositeur et chef d'orchestre irlandais.

## Biographie
Pearce fait ses études à l'University College Dublin et étudie la direction d'orchestre à Hilversum et à Vienne. Il devient chef d'orchestre du RTÉ Concert Orchestra à la fin des années 1960, ainsi que le directeur musical du Concours Eurovision de la chanson 1971, puis dirige l'orchestre pour l'Irlande en 1972, 1973, 1974 et 1975.
Il est le chef principal de l'Orchestre symphonique de la radio-télévision irlandaise en 1981 jusqu'à sa démission en 1983. Il est chef principal invité de l'Orchestre symphonique de Bilbao de 1984 à 1987. De 1987 à 1999, il est chef d'orchestre principal et directeur musical de l'Orchestre symphonique du Mississippi et, au cours de sa dernière année, reçoit le Prix du gouverneur pour l'excellence dans les arts de l'État du Mississippi. Pearce est également le principal chef invité de l'Orchestre philharmonique de Dublin.